# Willie Chevalier
 (mars 2018).
Si vous disposez d'ouvrages ou d'articles de référence ou si vous connaissez des sites web de qualité traitant du thème abordé ici, merci de compléter l'article en donnant les références utiles à sa vérifiabilité et en les liant à la section « Notes et références ».
Pour les articles homonymes, voir Chevalier.
Willie Chevalier, né à Montréal le 11 août 1911 et mort le 16 avril 1991, est un ancien journaliste québécois. Libéral et antinationaliste, il a occupé divers postes dans le domaine de la presse écrite. Il a notamment été président de la tribune parlementaire des journalistes à Québec, ainsi que directeur de l’information et rédacteur en chef pour différents journaux, dont Le Soleil de Québec, Le Droit d’Ottawa, et Le Petit Journal et Le Canada de Montréal.

## Biographie

### Début de carrière sur fond de guerre mondiale
Willie Chevalier commence sa carrière de journaliste à l’âge de 20 ans, sans n'avoir reçu « aucun diplôme d'aucune institution ».
En juillet 1940, il entre au Service de la censure de guerre à Ottawa. Il y travaille comme censeur adjoint de la presse canadienne. À cette époque, les journaux canadiens-français critiquaient largement la participation du Canada à la guerre. Les plus critiques d'entre eux – en particulier Le Devoir – furent ciblés par les censeurs. C'est ainsi que dans un mémorandum de 26 pages recensant toutes les infractions du quotidien, Willie Chevalier dénonce « ce journal allemand publié en français » et ses dérives anti-guerre, parues depuis le 16 septembre 1940. Toutefois, malgré la virulence des propos, conscient des conséquences néfastes qui pourraient découler de toute intervention directe, le gouvernement fédéral se contentera de manifester son mécontentement en envoyant des avertissements aux journaux récalcitrants. Sans vouloir créer de polémique en prenant le parti du général de Gaulle ou du maréchal Pétain, Willie Chevalier signera sous le pseudonyme de « Vauquelin » des éditoriaux dans Le Soleil qui prendront peu à peu le parti du général, cherchant à expliquer l’action de celui qui, « comme Pétain », ne voulait que le bien de la France.
Ces éditoriaux attireront l'attention d'un comité de la Résistance française au Québec. Ainsi, dans un article du 15 janvier 1941, intitulé « Charles de Gaulle et nous », Chevalier fait la promotion d’une participation active dans la cause de la France libre : « La logique et le bon sens nous font donc un devoir impératif d’aider les partisans du général de Gaulle chaque fois qu’ils feront appel à nous. Et rien ne nous empêche d’aller au-devant de leurs désirs… ». Le comité des Français Libres de Québec, après quelques recherches, apprendra la véritable identité de « Vauquelin », en prenant toutefois soin de ne pas la révéler. C'est notamment ce que rapporte Auguste Viatte, un intellectuel réfugié au Québec et membre des Français Libres, dans ses notes du 15 janvier 1941 : « Bon article de Vauquelin [sur le mouvement de résistance de de Gaulle] dans le Soleil. Renseignements pris, Vauquelin est un nommé Chevalier qui travaille à la censure à Ottawa, et son article équivaut à un blanc-seing de la censure ».

### Implication en politique et correspondance de guerre
En matière de politique québécoise, Willie Chevalier était un fidèle bien connu du Parti libéral. Ses liens avec ce parti lui permirent de trouver un poste de conseiller auprès du premier ministre du Québec, Adélard Godbout, en juillet 1941. En plus d'aider le premier ministre en l'orientant sur plusieurs dossiers d'actualité, Chevalier fut responsable de ses relations de presse, ainsi que de la rédaction de plusieurs de ses discours. À la fin du mois d'avril 1942, Chevalier quittera son poste et retournera au journal Le Canada en tant que directeur de l'information. Il y restera du 1er mai jusqu'au début de décembre, travaillant ensuite pendant un an comme correspondant de guerre pour le service français de la BBC, de 1943 à 1944. Il reviendra ensuite au Québec, en tant qu'éditorialiste au Soleil. 

### Une rencontre avec un futur homme d'État
En décembre 1948, alors qu'il collaborait au Soleil, Willie Chevalier reçoit une lettre de son ami journaliste Guy Jasmin, alors rédacteur en chef du journal Le Canada. Dans la lettre, Jasmin lui présente un jeune enseignant du collège Stanislas, à Outremont, qui lui avait été recommandé par le réputé économiste Édouard Montpetit, alors secrétaire général de l'Université de Montréal. Jasmin voyait beaucoup de potentiel en ce jeune homme originaire de l'Auvergne. Toutefois, n'ayant pas les moyens de l'accueillir à son journal (même s'il était soutenu financièrement par le Parti libéral), il recommande à Chevalier de l'embaucher comme collaborateur occasionnel au Soleil. Dans une lettre datée du 14 décembre 1948, il lui écrit : « J'ai pensé que le Soleil étant maintenant privé de la collaboration de M. Gaillard de Champris serait peut-être intéressé dans ce que pourrait lui écrire de France un intellectuel de France représentatif de ce pays qui vient de séjourner au Canada et qui connaît bien la province de Québec ». Un rendez-vous est alors fixé pour une entrevue à Québec, 2 jours plus tard, le 16 décembre. Le nom du jeune enseignant était Valéry Giscard d'Estaing.
L'entrevue n'eut pas de suite pour Le Soleil, mais les deux hommes restèrent en bons termes. Cette expérience ne sera pas toutefois infructueuse pour M. Chevalier. En 1949, il vient rejoindre son ami Jasmin au journal Le Canada en tant que rédacteur en chef.

### Aventure radio-canadienne et retour à la presse écrite
À partir de 1952, Willie Chevalier travaille pour Radio-Canada en tant que directeur politique du service international. À cette époque, le réseau naissant cherche à joindre un plus large public et à offrir une présentation fiable des événements politiques, non seulement au niveau national mais aussi à l'étranger. C'est ainsi que, dans un contexte de très grande tension internationale, Chevalier aidera à orienter divers reportages portant sur des événements marquants de la Guerre froide (la guerre de Corée, la crise en Indochine) ainsi que sur l'évolution des événements dans les colonies européennes (mouvements d'indépendance au Congo, en Algérie, etc.). Il y restera jusqu'en 1959, pour ensuite revenir à la presse écrite en tant que directeur de l'information du Petit Journal, jusqu'en 1963. Sous sa houlette, plusieurs journalistes de carrière feront leurs premières armes, notamment la chroniqueuse Lysiane Gagnon. Il retrouve ensuite le journal Le Droit d'Ottawa à titre de rédacteur en chef, y restant jusqu'en 1967, pour ensuite être nommé directeur de la rédaction du Sept Jours.

### Fin de carrière et autres contributions
En 1969, après de longues années d'absence, M. Chevalier revient au service du gouvernement du Québec. Cette fois, il est nommé agent d'information au ministère des Transports et des Travaux publics. Plus tard, en 1974, il devient représentant du directeur des communications du ministère des Transports à Montréal. 
En plus de ses différentes fonctions, M. Chevalier a également collaboré à différentes revues, tel que la Revue d'histoire de l'Amérique française et Vie des arts.

## Vie personnelle
Willie Chevalier avait épousé Colette Grenier. Ensemble, ils eurent un fils, Paul.